# Coppa dei Campioni di calcio da tavolo 1998

## Primo turno

### Girone A
| Squadra                   | Punti | G | V | N | P | PV | PP | DP  |
| ------------------------- | ----- | - | - | - | - | -- | -- | --- |
| 1. A.S. Hennuyer          | 7     | 3 | 2 | 1 | - | 8  | 3  | +5  |
| 2. S.C. Elbeuf            | 5     | 3 | 1 | 2 | - | 6  | 4  | +2  |
| 3. C.C.T. Black&Blue Pisa | 4     | 3 | 1 | 1 | 1 | 6  | 3  | +3  |
| 3. V.F.L. Kamen           | 0     | 3 | - | - | 3 | 1  | 11 | -10 |

#### A.S. Hennuyer-C.C.T. Black&Blue Pisa2-1
| Philippe Mairesse | Simone Bertelli      | 0-1 |
| Pascal Dieu       | Saverio Bari         | 1-0 |
| Oliver Père       | Giancarlo Giulianini | 0-0 |
| David Ruelle      | Lorenzo Pinto        | 2-1 |

#### S.C. Elbeuf-V.F.L. Kamen 3-1
| Nicolas Lefèbvre    | Lecler          | 8-0 |
| Philippe Gillet     | Jan-Eďke Göke   | 9-0 |
| Christophe Fuseau   | Thomas Vulpes   | 7-0 |
| Emmanuel Lafontaine | Daniel Badziung | 0-1 |

#### A.S. Hennuyer-V.F.L. Kamen 4-0
| Pascal Dieu       | Lecler          | 7-1  |
| Philippe Mairesse | Jan-Edke Göke   | 11-1 |
| David Ruelle      | Thomas Vulpes   | 9-0  |
| Oliver Père       | Daniel Badziung | 9-1  |

#### S.C. Elbeuf-C.C.T. Black&Blue Pisa2-1
| Philippe Gillet     | Simone Bertelli      | 0-0 |
| Christophe Fuseau   | Saverio Bari         | 2-2 |
| Emmanuel Lafontaine | Giancarlo Giulianini | 0-4 |
| Stéphane Pommier    | Lorenzo Pinto        | 2-1 |

#### A.S. Hennuyer-S.C. Elbeuf 2-2
| Pascal Dieu       | Philippe Gillet     | 0-1 |
| Philippe Mairesse | Emmanuel Lafontaine | 2-1 |
| David Ruelle      | Nicolas Lefèbvre    | 5-2 |
| Oliver Père       | Christophe Fuseau   | 1-2 |

#### C.C.T. Black&Blue Pisa-V.F.L. Kamen 4-0
| Emanuele Cattani                       | Lecler          | 5-0 |
| Alessandro Toni                        | Jan-Eďke Göke   | 5-0 |
| Saverio Bari                           | Thomas Vulpes   | 6-1 |
| Giancarlo Giulianini / Simone Bertelli | Daniel Badziung | 5-2 |

### Girone B
| Squadra                    | Punti | G | V | N | P | PV | PP | DP  |
| -------------------------- | ----- | - | - | - | - | -- | -- | --- |
| 1. S.C. Charleroi          | 7     | 3 | 2 | 1 | - | 9  | 2  | +7  |
| 2. Wuppertal B.T.G.        | 5     | 3 | 1 | 2 | - | 7  | 3  | +4  |
| 3. A.S. Serenissima '90    | 4     | 3 | 1 | 1 | 1 | 5  | 4  | +1  |
| 3. S.C.T. Uherske Hradiste | 0     | 3 | - | - | 3 | 0  | 12 | -12 |

#### S.C. Charleroi-A.S. Serenissima '903-0
| Alain Hanotiaux    | Brian Benvenuto  | 1-0 |
| Gil Delogne        | Roberto Iacovich | 4-0 |
| Joël Hanotiaux     | Eric Benvenuto   | 1-1 |
| Antonio Mettivieri | William Dotto    | 1-0 |

#### S.C.T. Uherske Hradiste-Wuppertal B.T.G. 0-4
| Michal Mejzlik  | Carsten Becker     | 0-7  |
| Peter Hutka     | Rudi Knuf          | 0-10 |
| Lukas Opocensky | Wolfgang Schneider | 0-4  |
| Tomas Madr      | Markus Lindner     | 0-9  |

#### S.C. Charleroi-S.C.T. Uherske Hradiste 4-0
| Alain Hanotiaux    | Michal Mejzlik  | 5-1 |
| Gil Delogne        | Tomas Madr      | 7-0 |
| Fabrice Mazzaglia  | Lukas Opocensky | 2-0 |
| Antonio Mettivieri | Peter Hutka     | 7-2 |

#### A.S. Serenissima '90-Wuppertal B.T.G. 1-1
| Alessandro Mastropasqua | Carsten Becker     | 2-0 |
| Brian Benvenuto         | Rudi Knuf          | 0-2 |
| Roberto Iacovich        | Wolfgang Schneider | 1-1 |
| Eric Benvenuto          | Markus Lindner     | 2-2 |

#### A.S. Serenissima '90-S.C.T. Uherske Hradiste 4-0
| Alessandro Mastropasqua | Lukas Opocensky | 6-1  |
| Simone Righetto         | Peter Hutka     | 6-2  |
| Roberto Iacovich        | Michal Mejzlik  | 10-0 |
| Eric Benvenuto          | Tomas Madr      | 7-0  |

#### S.C. Charleroi-Wuppertal B.T.G. 2-2
| Antonio Mettivieri | Carsten Becker     | 1-2 |
| Joël Hanotiaux     | Rudi Knuf          | 1-2 |
| Alain Hanotiaux    | Wolfgang Schneider | 3-0 |
| Gil Delogne        | Markus Lindner     | 6-0 |

### Girone C
| Squadra               | Punti | G | V | N | P | PV | PP | DP |
| --------------------- | ----- | - | - | - | - | -- | -- | -- |
| 1. T.S.C. Latina      | 7     | 3 | 2 | 1 | - | 6  | 2  | +7 |
| 2. Atlas T.F.         | 6     | 3 | 2 | - | 1 | 7  | 3  | +4 |
| 3. G.D. Dias Ferreira | 4     | 3 | 1 | 1 | 1 | 4  | 3  | +1 |
| 3. T.V.B. Mödling     | 0     | 3 | - | - | 3 | 0  | 9  | -9 |

#### G.D. Dias Ferreira-T.V.B. Mödling 2-0
| Sergio Louriero / Paulo Sobral | Erich Hinkelmann                   | 2-2 |
| Rui Salvador                   | Helmut Pichler                     | 2-1 |
| Vasco Guimarães                | Dobrovitz                          | 1-1 |
| Fernando Basto                 | Christian Blumel / Manfred Pawlica | 4-2 |

#### Atlas T.F.-T.S.C. Latina1-2
| Christos Aggelinas       | Massimo Vizzino    | 2-1 |
| Nasos Fotopoulos         | Marco Lauretti     | 1-1 |
| Lazaros Papakonstantinou | Gianluca Carpanese | 1-4 |
| Kostas Kechris           | Vito Colomba       | 0-1 |

#### G.D. Dias Ferreira-T.S.C. Latina1-1
| Paulo Sobral                   | Massimo Vizzino / Ivan D'Ercole | 4-0 |
| Fernando Basto                 | Marco Lauretti                  | 2-2 |
| Sergio Louriero                | Gianluca Carpanese              | 0-3 |
| Rui Salvador / Vasco Guimarães | Vito Colomba                    | 1-1 |

#### Atlas T.F.-T.V.B. Mödling 4-0
| Nasos Fotopoulos   | Helmut Pichler / Erich Hinkelmann | 2-0 |
| Giorgos Zavos      | Christian Blumel                  | 5-1 |
| Christos Aggelinas | Dobrovitz                         | 3-1 |
| Kostas Kechris     | Manfred Pawlica                   | 3-0 |

#### G.D. Dias Ferreira-Atlas T.F. 1-2
| Paulo Sobral    | Lazaros Papakonstantinou | 0-0 |
| Vasco Guimarães | Kostas Kechris           | 1-2 |
| Sergio Louriero | Giorgos Zavos            | 0-1 |
| Rui Salvador    | Christos Aggelinas       | 2-0 |

#### T.V.B. Mödling-T.S.C. Latina0-3
| Erich Hinkelmann                 | Ivan D'Ercole      | 1-1 |
| Helmut Pichler / Manfred Pawlica | Marco Lauretti     | 0-2 |
| Thomas Bergholz                  | Gianluca Carpanese | 0-8 |
| Dobrovitz                        | Vito Colomba       | 0-4 |

### Girone D
| Squadra             | Punti | G | V | N | P | PV | PP | DP  |
| ------------------- | ----- | - | - | - | - | -- | -- | --- |
| 1. Falcons Athens   | 7     | 3 | 2 | 1 | - | 9  | 2  | +7  |
| 2. Paris F.T.C.     | 7     | 3 | 1 | 2 | - | 8  | 3  | +5  |
| 3. T.S.C. Royal ‘78 | 3     | 3 | 1 | 1 | 1 | 5  | 5  | =   |
| 3. Lichfield        | 0     | 3 | - | - | 3 | 0  | 12 | -12 |

#### T.S.C. Royal ‘78-Falcons Athens 0-3
| Horst Deimel     | George Koutis/Georgios Tsompanidis | 1-3 |
| Gerherd Ecker    | Christos Rikos                     | 2-5 |
| Günter Bamberzky | Panos Konstantakos                 | 1-1 |
| Wolfgang Haas    | Kostas Triantafillou               | 0-5 |

#### Paris F.T.C.-Lichfield 4-0
| Emmanuel Gorgette         | Terrye Jones             | 8-0  |
| Jean-Marie Amberny        | Richard Grimley          | 3-1  |
| Ouabi Rouis / Mongi Rouis | Paul Sutton              | 5-1  |
| Fayçal Rouis              | Algy Taylor / Tom Taylor | 10-0 |

#### T.S.C. Royal ‘78-Lichfield 4-0
| Markus Jurik     | Richard Grimley | 1-0  |
| Michael Hasieber | Paul Sutton     | 5-0  |
| Günter Bamberzky | Tom Taylor      | 4-0  |
| Wolfgang Haas    | Terrye Jones    | 10-0 |

#### Paris F.T.C.-Falcons Athens 2-2
| Jean-Marie Amberny | George Koutis        | 0-1 |
| Mongi Rouis        | Christos Rikos       | 1-2 |
| Fayçal Rouis       | Panos Konstantakos   | 1-0 |
| Ouabi Rouis        | Georgios Tsompanidis | 2-1 |

#### T.S.C. Royal ‘78-Paris F.T.C. 1-2
| Horst Deimel     | Jean-Marie Amberny | 3-2 |
| Gerhard Ecker    | Mongi Rouis        | 2-2 |
| Günter Bamberzky | Fayçal Rouis       | 0-1 |
| Wolfgang Haas    | Ouabi Rouis        | 0-2 |

#### Falcons Athens-Lichfield 4-0
| Kostas Triantafillou | Richard Grimley | 6-2  |
| Panos Konstantakos   | Paul Sutton     | 4-0  |
| Christos Rikos       | Tom Taylor      | 12-0 |
| Giannis Sioutis      | Algy Taylor     | 9-0  |

## Quarti di finale

### A.S. Hennuyer-Atlas T.F. 0-1
| Philippe Mairesse | Nasos Fotopoulos         | 0-1 |
| Pascal Dieu       | Lazaros Papakonstantinou | 2-2 |
| Oliver Père       | Giorgos Zavos            | 0-2 |
| David Ruelle      | Kostas Kechris           | 1-1 |

### Falcons Athens-Wuppertal B.T.G. 3-0
| Kostas Triantafillou | Markus Lindner     | 5-0 |
| Giorgos Tsompanidis  | Carsten Becker     | 2-0 |
| Christos Rikos       | Rudi Knuf          | 2-1 |
| Giorgos Koutis       | Wolfgang Schneider | 1-1 |

### S.C. Charleroi-Paris F.T.C. 1-2
| Alain Hanotiaux    | Jean-Marie Amberny | 3-0 |
| Gil Delogne        | Mongi Rouis        | 1-0 |
| Joël Hanotiaux     | Ouabi Rouis        | 0-2 |
| Antonio Mettivieri | Fayçal Rouis       | 0-1 |

### S.C. Elbeuf-T.S.C. Latina1-1* d.t.s.
| Philippe Gillet     | Massimo Vizzino    | 1-1  |
| Emmanuel Lafontaine | Marco Lauretti     | 1-2  |
| Stéphane Pommier    | Gianluca Carpanese | 1-0* |
| Christophe Fuseau   | Vito Colomba       | 1-1  |

## Semifinali

### Falcons Athens-Atlas T.F. 1-0
| Giorgos Tsompanidis  | Nasos Fotopoulos         | 3-0 |
| Giorgos Koutis       | Lazaros Papakonstantinou | 1-1 |
| Kostas Triantafillou | Giorgos Zavos            | 1-1 |
| Christos Rikos       | Kostas Kechris           | 1-1 |

### S.C. Charleroi-T.S.C. Latina3-0
| Alain Hanotiaux    | Marco Lauretti     | 1-0 |
| Gil Delogne        | Massimo Vizzino    | 4-0 |
| Joël Hanotiaux     | Gianluca Carpanese | 0-0 |
| Antonio Mettivieri | Vito Colomba       | 2-0 |

## Finale

### S.C. Charleroi-Falcons Athens 2-1
| Alain Hanotiaux    | Giorgos Koutis          | 2-0 |
| Gil Delogne        | Christos Rikos          | 2-1 |
| Joël Hanotiaux     | Kostas Triantafillou    | 0-3 |
| Antonio Mettivieri | Panagiotis Konstantakos | 1-1 |